# 柔順劑
柔順劑又稱柔軟劑，是一种调节剂，在洗衣機漂洗衣物过程中加入柔順劑後，可以减少机洗后在空气中晾干的衣物的刺鼻气味。